# Чанди-Даса
Ча́нди-Да́са — прибрежная местность на востоке Бали в составе района Мангис, относящегося, в свою очередь, к округу Карангасем. Расположена на территории сопредельных деревень Мангис и Сенкиду вдоль пресноводной лагуны с одноимённым названием. Большинство строений находятся на дороге Джалан Рая Кандида к западу от лагуны, которая идёт к Гьяньяру или Денпасару.
Это популярное место для туризма, которое считается более спокойной альтернативой оживленной, заполненной ночными клубами Куте или большим обустроенным курортам на Нуса-Дуа.

## История
Согласно большинству источников, в XII в. здесь существовала рыбацкая деревня, известная как Телук Кехен («залив огня») и Чилидаса («десять детей»). Рядом с лагуной находится храм со статуей богини плодородия Харити, окруженной детьми, поэтому многие балийцы, желающие иметь детей, совершают паломничество в это место. Современное название считается искажением этого более старого топонима. Город начал завоевывать популярность как туристическое направление в 1970-х годах, так как этот район известен хорошими условиями для сноркелинга и дайвинга, а из города можно легко добраться до других мест на востоке Бали.

## Эрозия береговой линии
В 1970-х и 1980-х годах район получил большие инвестиции в туризм и строительство. Строительство пляжных бунгало, домов и ресторанов треовало больших объёмов цемента и других строительных материалов, для производства которых использовался грунт прибрежного рифа. Это разрушило естественный волнолом, который защищал береговую линию, и она начала быстро разрушаться и смываться в море. Владельцы местных отелей построили ряд т-образных пирсов, выступающих в воду и защищающих пляж, но результаты были неоднозначными.

## Дайвинг
Чанди-Даса — отличное место для подводного плавания и дайвинга. Недалеко от побережья расположены три острова: Гили-Тепеконг, Гили-Мимпанг и немного дальше на северо-восток — Гили-Биаха. Все три предлагают отличный дайвинг, особенно для более опытных дайверов. Течения могут быть довольно сильными и неожиданными, но большинство дайвинг-центров в Чани-Дасе заслуживают доверия. Другим местом для хорошего дайвинга считается причал между Чанди-Дасой и Паданг-Бай.

## Галерея
- Рыбацкие лодки
- Пристань